# Čuntić
Čuntić je mjesto u Sisačko-moslavačkoj županiji, administrativno u sastavu grada Petrinje, smješteno oko 12 km južno od grada.
Prvi put se spominje u pisanim dokumentima 1211. godine kada je pripadao crkvenom redu cistercita.  
U obližnjim mjestimaKlinac, Pecki i Hrvatski Čuntić nalaze se ostatci utvrđenih gradova Klinac grad,Pecki grad i Čuntić grad koji spadaju u utvrde nekadašnje srednjovjekovne Banske granice vezane uz obrambenu granicu na Kupi. 

## Stanovništvo
Po popisu stanovništva Republike Hrvatske iz 2011. godine u Čuntiću je živjela 86 osoba.
Broj stanovnika u posljednjih 150 godina kretao se ovako (uz napomenu da su se za razdoblje 1953. – 1971. statistike vodile zasebno za Hrvatski i zasebno za Srpski Čuntić te prva brojka predstavlja podatak za Hrvatski, a druga za Srpski Čuntić):
| 1857. | 1869. | 1880. | 1890. | 1900. | 1910. | 1921. | 1931. | 1948.   | 1953.   | 1961.   | 1971.   | 2001. | 2011 |
| ----- | ----- | ----- | ----- | ----- | ----- | ----- | ----- | ------- | ------- | ------- | ------- | ----- | ---- |
| 309   | 358   | 394   | 470   | 514   | 571   | 604   | 612   | 292/131 | 289/144 | 330/158 | 310/138 | 21    | 86   |

| broj stanovnika |       |       |       |       |       |       |       |       | 131   | 144   | 158   | 138   | 114   | 107   | 21    | 27    | 16    |
|                 | 1857. | 1869. | 1880. | 1890. | 1900. | 1910. | 1921. | 1931. | 1948. | 1953. | 1961. | 1971. | 1981. | 1991. | 2001. | 2011. | 2021. |

## Vanjske poveznice
- Udruga 'IZVOR', Hrvatski Čuntić  Arhivirana inačica izvorne stranice od 5. ožujka 2016. (Wayback Machine)
- Službene stranice grada Petrinje
- Turistička zajednica grada Petrinje  Arhivirana inačica izvorne stranice od 20. svibnja 2008. (Wayback Machine)
- Fotografija župne crkve; snimio god. 1995. Rudolf Mosinger